# منتخب هولندا للباندي
منتخب هولندا الوطني للباندي هو ممثل هولندا الرسمي في المنافسات الدولية في الباندي في فئة الباندي للرجال.